# Nils Malmros
Nils Sigurd Malmros, född 5 oktober 1944 i Århus, är en dansk filmregissör och läkare. 

## Biografi
Malmros växte upp i Århus som son till överläkaren och professorn i neurokirurgi Richard Malmros och Eli Cold Malmros. Han tog studenten vid Århus Katedralskole 1964 och  inspirerades till att bli filmregissör av Francois Truffauts och den franska nya vågens filmer på 1960-talet. Hans verk är ofta starkt självbiografiskt orienterade, likt ett fortlöpande personligt livsforskningsprojekt, och präglade av psykologisk realism. Hans två första filmer fick han till stor del själv finansiera och han slog igenom ordentligt 1973 med Lars Ole, 5c, den första delen i en trilogi av uppväxtskildringar som utspelar sig i 1950-talets Århus. Den följdes av Den ljuva tiden från 1977 och  den sedermera lovprisade Kunskapens träd från 1981. 
Barbara (1997), som utspelar sig på Färöarna och bygger på Jörgen Frantz Jacobsens roman med samma titel, är hans första film med en litterär förlaga. At kende sandheden (2002) skildrar hans fars livsresa från fattiga förhållanden till en framgångsrik medicinsk karriär. I den självbegrundande filmen Sorg og glæde (2013) skildrar han hur hans hustru 1984 i en tillfällig sinnesförvirring dödade deras niomånaders dotter och hur paret lyckades ta sig igenom traumat i det fortsatta äktenskapet.
Parallellt med sin filmkarriär har han utbildat sig till läkare och utexaminerades 1987.

## Priser och utmärkelser
Bodilpriset för "Bästa film"
- 1973 – Lars Ole, 5c
- 1977 – Den ljuva tiden (Drenge)
- 1983 – Skönheten och odjuret (Skønheden og udyret)
- 1992 – Kærlighedens smærte

Robert för "Bästa film"
- 1983 – Skönheten och odjuret
- 1992 – Kærlighedens smærte
- 1997 – Barbara

- 1995 – Danska statens konstnärliga arbetsstipendium på livstid
- 2006 – Nordisk Films hederspris
- 2010 – Dreyerpriset

## Filmografi
- En mærkelig kærlighed (1968)
- Lars Ole, 5c (1973)
- Den ljuva tiden (Drenge) (1977)
- Kammesjukjul (1978)
- Kunskapens träd (Kundskabens træ) (1981)
- Skönheten och odjuret (Skønheden og udyret) (1983)
- Århus By Night (1989)
- Kaerlighedens smerte (1992)
- Barbara (1997)
- At kende sandheden (2002)
- Kærestesorger (2009)
- Sorg og glæde (2013)